# Юрий Святославич
Юрий (Георгий) Святославич (ум. 14 сентября 1407 года) — последний великий князь Смоленский (1386—1392, 1401—1404), с которым закончилась история смоленской государственности. Второй сын и преемник Святослава Ивановича.

## Биография
Был женат на дочери Олега Ивановича Рязанского и Евфросинии Ольгердовны.
В 1386 году смоленские войска осадили контролируемый Литвой Мстиславль, но вскоре подошли отправленные Ягайло Ольгердовичем литовские войска под командованием князей Скиргайло, Корибута, Лугвения и Витовта, и на реке Вехре нанесли смолянам поражение. Отец Юрия, смоленский князь Святослав погиб, а старший брат, Глеб Святославич, был уведён заложником в Литву.
Юрий же занял смоленский престол, присягнув Ягайле — сохранилась грамота князя Юрия Святославовича о союзе на подчинённых условиях с Владиславом (Ягайлом), "королём польским, литовским и русским, иных земль господарем", а также "с братом с его князем великим Скиригайлом" (1386 год).
В 1392 году в результате недовольства смолян Юрий был изгнан, на престол сел освободившийся из плена Глеб, а Юрий уехал в Рязань к тестю, Олегу Ивановичу, с помощью которого затем на протяжении многих лет пытался вернуть смоленский престол.
В 1395 году Витовт захватил Смоленск, пленил Глеба и посадил наместником брянского князя Романа Михайловича. 
После поражения на Ворскле в 1399 году позиции Витовта в Литве ослабли, и в 1401 году Юрий с помощью Олега Рязанского вновь занял смоленский престол, где жители, ненавидя литовское правление, отворили ворота и с восхищением приняли своего законного князя, но он, ослеплённый местью, умертвил наместника Витовта, князя Романа Михайловича Брянского, и множество бояр смоленских, которые держали сторону Литвы. Хотя головы мятежников пали, но их жёны, дети и друзья остались и возбуждали в народе ненависть к князю и могли говорить:" Иноплеменный Витовт здесь властвовал мирно; князь российский возвратился лить нашу кровь". В том же году Витовт пришёл под Смоленск, и многие граждане хотели сдаться Литве, но Юрий, узнав о том, казнил их без пощады и, отразив неприятеля, заключил с ним перемирие. 
В 1403 году Вязьма была захвачена Лугвением Ольгердовичем, и в следующем году ободрённый Витовт со всеми полками двинулся к Смоленску, осаждал его 7 недель с величайшим усилием, ежедневно стреляя из пушек, но отступил на Пасху без успеха, разорив волости Смоленские, поскольку Юрий крепко и упрямо защищал город. Тем не менее, Юрий Святославич, опасаясь нового нападения, отправился в Москву к Василию I, оставив в Смоленске супругу и бояр. Согласно Воскресенской летописи: "... а самъ прiѣде на Москву, и билък челомъ великому князю Василiю Дмитреевичю, даючися ему самъ и съ всѣмъ княженiемъ своимъ. Князь же великiй Василей не прiа его, не хотя измѣнити Витофту. Князю же Юрiю на Москвѣ сущу, а Витофтъ въ то время събравъл силу многу и пришедъ ста у Смоленьска; гражане же не могущи терпѣти в градѣ, въ гладѣ пребывающим, и отъ многаго изнеможенiа и истомы предашаи градъ Витофту мѣсяца iюня 26о Витофтъ же вземъ Смоленескъ, и княгиню Юрiеву изнима и посла ю въ Литву, а князей Смоленскихъ поима, а бояръ Смоленьскихъ, которые хотѣли добра князю Юрiю, тѣхъ разведе и расточи, а иныхъ замучи; а въ градѣ намѣестники своя Ляхи посажа, предавъ имъ градъ предержати, а но князя Юрia послал на взысканiе." Таким образом, только в 1404 году с помощью поляков Витовту удалось овладеть Смоленском и окончательно присоединить Смоленское княжество к своим владениям.
Весть о взятии Смоленска поразила и Юрия Святославича, и Василия, так что последний вообразил себя обманутым и, призвав Юрия, осыпал его укоризнами, говоря: "Ты хотел единственно обольстить меня лукавыми предложениями: Смоленск не мог сдаться Литве без твоего повеления". Тогда Юрий, не находя в Москве ни защиты, ни личной безопасности, решился отправиться в Новгород, куда и прибыл с сыном Феодором, братом Владимиром и князем Симеоном Мстиславичем Вяземским. Новгородцы приняли изгнанника с ласкою и дали ему 13 городов в управление: Русу, Ладогу и другие, с условием, чтобы он ревностно соблюдал целость их владений, не щадя ни трудов, ни жизни. Впрочем, Юрий недолго жил в землях Новгородских: привыкнув господствовать неограниченно, он был скован зависимостью от воли народного веча и решил возвратиться в Москву.

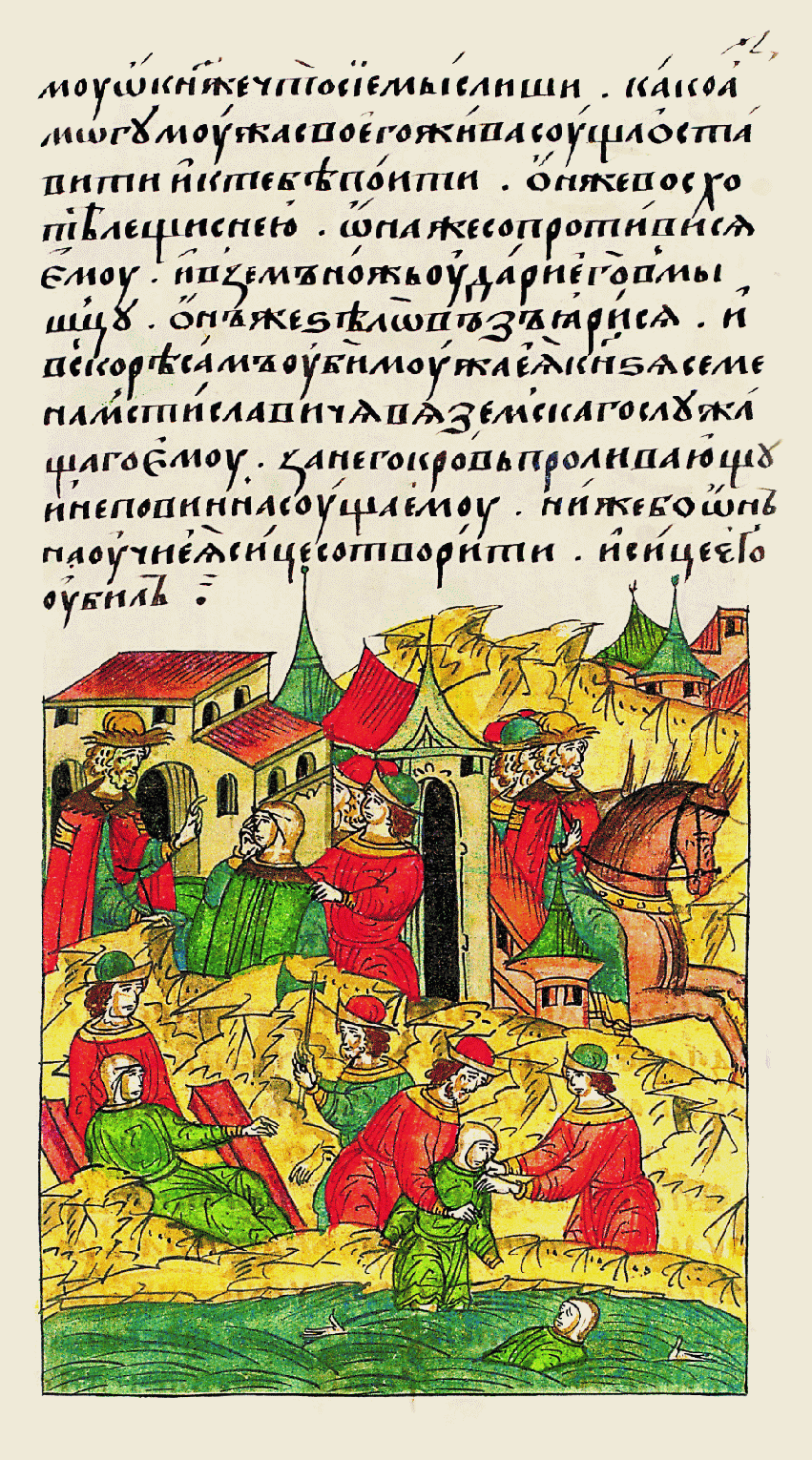
Княгине Иулиании отсекают руки

В 1405 году Юрий реализовал сие намерение и прибыл в Москву с новой надеждой на покровительство Василия I, который, начиная тогда ссориться с Витовтом за впадение Литвы в границы Пскова, принял его дружелюбно и сделал наместником в Торжке. Однако сей князь скоро лишился и милости великого князя, и сочувствия народа. 
Как гласит, в частности, Лицевой летописный свод, будучи в Торжке, князь Юрий Святославич пленился красотой Иулиании (жены князя Симеона Мстиславича Вяземского, также происходившего из династии смоленских Ростиславичей: I.Глеб Ростиславич Смоленский→ Александр Глебович Смоленский→ Иван Александрович Смоленский→ Святослав Иванович Смоленский→ Юрий Святославич; II.Глеб Ростиславич Смоленский→ Святослав Глебович Брянский→ Мстислав Святославич→ Семён Мстиславич Вяземский; III.По версии же Бархатной Книги Семён произошёл от Андрея Владимировича Долгая Рука, но тот приходился сыном Владимиру Рюриковичу и всё равно был одним из Смоленских Ростиславичей) и всячески старался склонить её к прелюбодеянию, но Иулиания строго хранила супружескую верность. Однажды во время пира князь Юрий убил мужа Иулиании, в надежде насилием овладеть ею. Святая Иулиания воспротивилась насильнику, схватила нож и, хотев ударить им в горло князя, уязвила руку. Разъяренный князь Юрий, обнажив меч, отрубил ей ноги и руки, а тело велел бросить в реку Тверцу. От угрызений совести князь Юрий бежал к татарам, но и там не нашел покоя.

И великий князь Василий Дмитриевич сделал его наместником в Торжке, а он там безвинно убил служащего князя Семена Мстиславича Вяземского и его княгиню Иулианию, так как охваченный плотским желанием к его жене, взял её к себе в дом, желая сожительствовать с ней. Княгиня же, не желая этого, сказала «О, князь, как ты думаешь, разве могу я оставить своего живого мужа и пойти к тебе?» Он же захотел лечь с ней, она сопротивляясь ему, схватила нож и ударила его в мышцу. Он разгневался и вскоре убил её мужа князя Семена Мстиславича Вяземского, служащего у него, проливавшего за него кровь и ни в чём не виновного перед ним, так как не он научил жену так поступить с князем И повелел отсечь княгине руки и ноги и бросить в воду. Слуги сделали приказанное им, бросили её в воду, стало это грехом и великим стыдом для князя Юрия, не желая переносить своего несчастья и стыда, и бесчестия, бежал он в Орду.

Традиционно считается, что умер он в Золотой Орде накануне Воздвижения: «не в своем великим княжестве Смоленском, а скитаясь в чужой стране, странствуя в изгнании, переходя с места на место в пустынях своего великого княжения Смоленского, лишенный отчины и дедины, своей великой княгини, детей и братьев, родственников, своих князей и бояр, воевод и слуг».
Впрочем, Лицевой летописный свод приводит и другую версию его смерти, указывая, что «пребывал князь в Рязанской земле в пустыне у одного христолюбивого старца игумена Петра, там провел несколько дней в печали и скорби, сетуя и плача, вспоминая свои беды и неприятности, и, припомнив все это в своем уме, стал плакать и сетовать о своих грехах, желая отказаться от суетной мирской жизни, забыть славу мира сего и угодить праведной жизнью Богу. Там князь заболел и, немного проболев, скончался о Господе, проводили его тело с честью, похоронили с надгробными песнопениями».
Позднейшие источники утверждали, что похоронен Юрий Святославович в Веневском монастыре, в вотчине рода Шишкиных, полученной ими от мурзы Салахмира, который являлся Юрию Смоленскому свояком. Местный краевед В. И. Чернопятов утверждал, что смоленский князь погребен у правого клироса нижнего храма. В начале XX века над его могилой ещё сохранялась металлическая доска, установленная по соизволению епископа Дамаскина. По преданию, Юрий Святославич оставил монастырю значительный вклад, на который были возведены кирпичные стены вокруг монастыря с башнями и монашескими кельями (никаких следов таких построек не обнаружено).

## Брак и дети
Был женат на Алёне дочери Олега Ивановича, великого князя Рязанского, уведённой в плен после взятия Смоленска. От этого брака:
- Фёдор
- Анастасия, муж — Юрий Дмитриевич